# Португальська асоціація виробників фонограм
Associação Fonográfica Portuguesa (AFP; англ. Portuguese Phonographic Association, укр. Португальська фонографічна асоціація) — це асоціація індустрії звукозапису, яка об’єднує провідні лейбли Португалії. Створена у 1989 році, став наступником GPPFV (Португальська група виробників фонограм і відеограм) і UNEVA (Союз аудіо- та відеоредакторів).
AFP є португальською групою Міжнародної федерації фонографічної промисловості (IFPI). AFP об’єднує основних видавців звукозапису, які працюють на португальському ринку, а їхні філії представляють понад 95% ринку.
У січні 1994 року агентство AFP призупинило показ португальських синглів, але продовжило публікувати чарт португальських альбомів. Чарт синглів не був відновлений до липня 2000 року.

## Чарти
AFP має дві офіційні чарти:
- 50 найкращих альбомів
- Топ 200 синглів

### Найкращі альбоми
Щотижневий чарт альбомів включає альбоми-бестселери за фізичними продажами. Починаючи з 2021 року, він почав включати цифрові продажі, причому потокове передавання все ще не враховує графік.

### Найкращі сингли
Португальський чарт синглів існував з липня 2000 року до 2 березня 2004 року. Раніше AFP публікувала чарт синглів до 1994 року. Діаграма базувалася на даних роздрібної торгівлі, зібраних місцевим підрозділом ACNielsen. Починаючи з 2016 року, AFP почало публікувати 100 найбільш продаваних синглів щотижня на основі продажів і потоків. У 2020 році список було оновлено, додавши 200 найбільш продаваних синглів.

## Сертифікати продажів
Альбоми
| Атестація | З 1987 по травень 2005 | З травня 2005 по 2010 | З 2011 |
| --------- | ---------------------- | --------------------- | ------ |
| Срібло    | 10 000                 | —                     | —      |
| Золото    | 20 000                 | 10 000                | 7500   |
| Платина   | 40 000                 | 20 000                | 15 000 |

Сингли
| Атестація | З 2011 | З 2016 |
| --------- | ------ | ------ |
| Золото    | 10 000 | 5000   |
| Платина   | 20 000 | 10 000 |